# Badonvilliers-Gérauvilliers
Badonvilliers-Gérauvilliers è un comune francese di 154 abitanti situato nel dipartimento della Mosa nella regione del Grand Est.

## Società

### Evoluzione demografica
Abitanti censiti